# Mas d'Espasa
El Mas d'Espasa o Mas de l'Espasa és una masia de Reus (Baix Camp) inclosa en l'Inventari del Patrimoni Arquitectònic de Catalunya, situat a la partida de Quart, a l'est de la carretera de Bellissens i arran seu, mig encerclat per una corba del barranc de Castellets o riera del Mas de Sostres, al nord-oest del Mas del Plana o Villablanca.

## Descripció
És un mas unifamiliar, aïllat, de planta quadrada amb una curvatura a cadascuna de les quatre façanes. Té planta baixa, dos pisos i coberta a quatre aigües. La seva composició és el resultat d'unir a cadascuna de les cares del quadrat una semi el·lipse, servint el centre de les parets com a eix vertical de totes les obertures. Per les poques restes que queden es pot pensar que els sostres de les plantes tenien forma de volta. La paret és de maçoneria, l'exterior és arrebossat i l'interior enguixat. Aquest edifici aconseguia, com a conjunt, una perfecta composició de simetria, ordenació i volum. És un bon exemple d'arquitectura rural d'aquesta comarca. Actualment està en ruïnes, queden tres parets i part de la teulada.
Una gran bassa rodona a la vora indica que la finca era gran i es dedicava al regadiu. La seva geometria constructiva, un ovoide inscrit en un quadrat, permeten que en resti una part encara dempeus. Tol el conjunt és ja una runa que mostra les formes d'una antiga construcció rural, ara ja sense gaire sentit.